# Micaela (telenovela)
Micaela è una telenovela italo-argentina co-prodotta dall'argentina Crustel e dalle italiane Reteitalia e Deltavision dopo il successo della precedente co-produzione Manuela. I protagonisti sono interpretati da Jeannette Rodríguez  e Jorge Martínez, gli altri interpreti sono María Rosa Gallo, Vanessa Gravina, Millie Stegman e Natalio Hoxman.
L'intento dei produttori era quello di creare una telenovela innovativa, al contrario delle ormai superate telenovele rosa che raccontano storie d'amore tra una ragazza povera e un ragazzo ricco, e l'innovazione consisteva nella posizione sociale della protagonista, che qui è un'affermata fotografa professionista autonoma economicamente, con aggiunta di elementi giallo-polizieschi (all'epoca insoliti per una produzione di questo tipo). Ma questo esperimento fallì: la telenovela fu un flop sia in Argentina (dove fu trasmessa da Canal 13) che in Italia (dove ebbe vari spostamenti di orario e di giorno di messa in onda), mentre in Spagna (in cui venne trasmessa da Telecinco, la TV spagnola del gruppo Fininvest) riuscì ad avere successo grazie a Jeannette Rodríguez la quale, dopo i successi delle sue precedenti telenovelas Cristal e La signora in rosa, era molto amata dai telespettatori iberici.

## Trama
Micaela Gonzales è una giovane e promettente fotografa che soggiorna a Milano, dove segue un corso d'aggiornamento. Un giorno le si rivolgono per proporle di scattare alcune fotografie durante una sfilata di moda; quindi si presenta presso la redazione del giornale in cui avrebbero pubblicato l'evento, gestita da Sebastiano. Costui è un uomo fine e attraente, felicemente sposato con Claudia Renni, la proprietaria di una prestigiosa casa di moda, dalla quale ha avuto un figlio, Tony.
Micaela e Sebastiano si conoscono mentre Claudia subisce un attentato dalla mafia, in seguito al quale viene data per morta. Sebastiano, per superare quel terribile momento, si trasferisce in Argentina, per tornare dalla sua famiglia, a capo della quale c'è il nonno, Benito Morandi, un uomo crudele e autoritario, il quale ha in pugno le redini di un'organizzazione criminale con interessi al contrabbando e al narcotraffico. Egli vive con la figlia Rosa, i nipoti Luca e Roberta e il genero Antonio. Nello stesso tempo anche Micaela decide di tornare in Argentina dove ad attenderla vi sono la madre Lidia e i fratelli Mario e Franco. In seguito Micaela e Sebastiano si rincontrano e, mentre l'uomo è intenzionato ad indagare sulla morte della moglie, la ragazza accetta di aiutarlo. I due, stando fianco a fianco, presto scoprono di amarsi e trascorrono insieme tanti momenti romantici, ignorando che le loro famiglie fossero legate da un importante segreto. Anni addietro, infatti, Benito Morandi, dopo aver scoperto la relazione tra Rosa e Antonio e che la figlia era in stato interessante, costrinse i giovani a sposarsi senza tener conto dei loro sentimenti. Infatti mentre Rosa era innamorata di Ermanno, il braccio destro di Benito, Antonio aveva deciso di unire la sua vita a quella di Lidia, una ragazza buona, ingenua e di umili origini, che amava con tutto se stesso.
Benito pertanto si recò da Antonio e, facendo leva sul suo potere, ricattò il giovane di farlo marcire in carcere nel caso in cui si fosse rifiutato di sposare la figlia. Il giovane cedette alle minacce e si vide costretto ad allontanarsi da Lidia, promettendole che un giorno sarebbe tornato per restare al suo fianco. Intanto Ermanno, ragazzo cinico e senza scrupoli, per vendicarsi di Antonio, in quanto convinto che gli stesse rubando l'amore della sua vita, abusò di Lidia, la quale tempo dopo scoprì di essere rimasta incinta. Antonio, in seguito, tornò da Lidia che, disperata, gli confessò della violenza subita e della sua gravidanza. Il giovane, commosso, accettò l'idea di dare il suo cognome alla creatura e di sposarsi con la ragazza. Da quel momento, l'uomo, all'insaputa di tutti, cominciò una doppia vita e a dividersi tra due famiglie sempre nel timore di essere scoperto da Benito Morandi, il quale non avrebbe per niente approvato quello stile di vita. Alcuni mesi dopo Lidia partorì una bambina alla quale dette il nome di Micaela mentre Rosa, nel frattempo, aveva dato alla luce un maschietto che aveva chiamato Sebastiano.
Micaela e Sebastiano, quindi, vengono travolti da un ardente passione. La loro relazione però viene contrastata soprattutto da Benito, il quale da tempo aveva predisposto affinché il nipote sposasse Lilli, la figlia di Raffaele Pedemonte, un politico corrotto immischiato nei loschi traffici della famiglia Morandi. D'altro canto di Micaela è innamorato anche Walter, un poliziotto amico della famiglia di lei, il quale, nel corso di alcune indagini che lo portano in casa Morandi, scopre che il padre di Sebastiano è lo stesso di Micaela. Pertanto, ignaro della realtà e convinto che i due amanti siano fratelli, a partire da questo momento fa di tutto per impedire che i giovani si frequentino, arrivando persino a rapire Micaela. Nonostante tutto e alcuni equivoci, sorti a causa di Lilli, l'amore che lega Micaela e Sebastiano sembra essere più forte di ogni ostilità e finisce con l'avere il sopravvento.
Intanto Ermanno, insospettitosi dei continui e misteriosi viaggi di Antonio, dà il via ad un'indagine senza sosta, con lo scopo di scoprire cosa l'uomo stesse nascondendo. Quindi, in breve, apprende che Antonio da tempo indeterminato stava conducendo una doppia vita e ne parla con Benito. Questi affronta il genero e dopo una lunga conversazione, gli consegna una pistola con cui avrebbe dovuto togliersi la vita, lontano dalla sua famiglia. Antonio, inizialmente, un po' per debolezza, accetta di compiere quel folle gesto ma, in un secondo momento, quando la ragione prende il sopravvento, non intende tenere fede alla promessa fatta al suocero. Quindi decide di ricominciare una nuova vita accanto a Lidia, l'unica donna che abbia mai amato, e di poter finalmente essere per Micaela, Franco e Mario un vero padre. Purtroppo interviene Ermanno, che, in nome del profondo risentimento che prova nei confronti di Antonio, affronta l'uomo e gli spara un colpo di pistola ferendolo a morte.
La morte di Antonio getta nella disperazione entrambe le famiglie che, durante il funerale, si incontrano. In tal modo vengono alla luce tutti i segreti che il defunto per tanti anni aveva preferito nascondere, poiché incapace di prendere di petto la situazione. A soffrirne maggiormente sono proprio Micaela e Sebastiano, i quali credono di essere fratelli e di aver pertanto commesso un incesto. Micaela è fermamente decisa a dimenticare Sebastiano e parte per l'Italia per dedicarsi solo e unicamente al lavoro. L'uomo, nonostante tutto, non intende rinunciare a lei e, spinto da un'innata ostinazione, la segue. Quindi i due si ritrovano e scoprono che il loro sentimento è rimasto immutato e decidono di vivere il loro amore in modo discreto, stando vicini come due semplici fratelli.
Nel frattempo, dopo aver effettuato l'autopsia al cadavere di Antonio, si giunge alla conclusione che l'uomo non si era tolto la vita come tutti avevano creduto ma che si era trattato di un omicidio, del quale iniziano le indagini. Benito, dopo aver appreso che tanto Micaela quanto Sebastiano stessero albergando in Italia, convinto che i giovani abbiano intenzione di riprendere la loro relazione amorosa, incarica un suo uomo di fiducia di sorvegliare il nipote. Costui scatta alcune foto compromettenti che invia a Benito che, a sua volta, mette in atto uno stratagemma per separare i due innamorati. Quindi telefona a Sebastiano, al quale, fingendosi malato, chiede di tornare a casa poiché gli sarebbe rimasto poco da vivere e il giovane cade nella trappola tesagli. Micaela, non vedendoci nulla di chiaro, è intenzionata a seguire Sebastiano e si presenta in casa Morandi dove affronta una volta per tutte Benito, il quale viene colto da un infarto. Gli eventi sembrano separare nuovamente Micaela e Sebastiano che a loro volta finiscono per seguire strade differenti.
Intanto si fa viva Claudia Renni, miracolosamente scampata da quel terribile incidente del quale era rimasta vittima e che gli era costata la perdita della memoria. La donna in passato, all'insaputa del marito, aveva avuto una relazione con Raffaele Pedemonte, di cui aveva in pugno alcuni importanti e compromettenti documenti che avrebbero potuto infangare la reputazione dell'uomo, il quale nel frattempo si era candidato come governatore del paese. Costui, cosciente del rischio che avrebbe corso nel caso in cui quei documenti fossero stati consegnati alle autorità, tiene Claudia segregata in uno dei padiglioni della sua villa e vigilata notte e giorno da uno dei suoi scagnozzi. 
In seguito Sebastiano accetta di sposare Lilli ma il giorno delle nozze Claudia, che comincia a recuperare la memoria, dopo essere riuscita a fuggire dal controllo degli uomini di Raffaele, interviene armata durante la cerimonia religiosa, celebrata presso la villa dei Pedemonte. La donna punta la pistola contro il marito e preme il grilletto, quando vi giunge Micaela che fa da scudo col suo corpo e viene di conseguenza ferita. Claudia viene uccisa dagli uomini di Pedemonte, nel timore che possa far scoppiare uno scandalo. Il gesto compiuto da Micaela sembra averla riavvicinata a Sebastiano mentre Lilli si rende conto di quanto i due effettivamente si amino. D'atra parte Raffaele continua a convincere la figlia affinché non desista dall'idea di sposare Sebastiano e, dopo un ulteriore rinvio, le nozze vengono finalmente celebrate.
Tempo dopo Sebastiano grazie alle indagini di Perry, un suo caro amico e collega, scopre che dietro il tentato omicidio della moglie Claudia, avvenuto anni prima a Milano, si nascondeva niente di meno che Benito. Inizialmente, tace al nonno quanto ha scoperto e comincia a indagare ma, un giorno, i due finiscono per litigare e decidono di non rivolgersi più la parola. Inoltre il giovane comincia una spietata guerra contro il narcotraffico servendosi di un'arma micidiale : il giornale, sul quale avrebbe fatto pubblicare articoli attinenti all'argomento.
Nel frattempo Walter, per salvare la vita a Sebastiano, resta gravemente ferito e, dopo aver scampato alla morte, scopre di aver perduto l'uso delle gambe. Micaela decide di restare al suo fianco per sostenerlo psicologicamente e, dopo aver insistito a lungo, riesce a persuaderlo a sottoporsi ad un intervento che gli avrebbe permesso di tornare a camminare. L'operazione inizialmente sembra aver avuto un buon esito, quando inaspettatamente insorgono delle gravi complicanze cardiache e le sue condizioni di salute cominciano a peggiorare di giorno in giorno.
Intanto Tony, il figlio di Sebastiano, viene rapito dai membri di un'organizzazione criminale capitanata da Di Domenico, nemico giurato di Benito Morandi. L'uomo, servendosi dei suoi scagnozzi, ricatta Sebastiano di fare del male al piccolo nel caso in cui non avesse rinunciato alla pubblicazione di un articolo sul narcotraffico. Il giovane è disperato e preoccupato per le sorti del figlio e si rivolge al nonno per chiedergli un po' di clemenza ed aiutarlo in questa difficilissima situazione poiché era l'unico che avrebbe potuto fare qualcosa. Benito, colpito dal dolore del nipote, mette da parte il suo orgoglio e organizza una spedizione per mettere in salvo il bimbo. L'impresa va a buon fine ma l'anziano viene gravemente ferito e, nonostante tutto, riesce a riprendersi presto.
Dopo numerose e lunghe indagini, viene alla luce la colpevolezza di Ermanno per l'omicidio di Antonio e quando Lidia apprende la notizia, spinta dal desiderio di vendetta, si reca armata di pistola nell'appartamento dell'uomo e lo ammazza nello stesso modo in cui costui tempo prima aveva ucciso Antonio. Micaela scopre che Ermanno è il suo padre naturale e di non essere pertanto sorella a Sebastiano; pertanto cerca di mettersi in contatto con lui ma il giovane è intento in una missione che ritiene molto importante. Infatti è riuscito ad entrare in possesso dei documenti che incriminano Raffaele, il quale, consapevole di non avere scampo, fugge assieme ad un suo collega. Sebastiano promette di non darsi pace se prima non avrebbe fatto giustizia, rintracciandolo, affinché venga punito come meritano tutti i politici corrotti. Micaela, convinta che Sebastiano non provi più alcun interesse nei suoi confronti, si sposa con Walter, al quale non resta molto da vivere. Infatti l'uomo alcuni giorni dopo spira lasciando la ragazza sola e nella più completa disperazione.
Finalmente le ricerche di Pedemonte cominciano a dare i frutti e l'uomo viene pertanto arrestato e sbattuto in prigione mentre Benito viene convocato al tribunale per una deposizione. L'uomo è convinto di non avere più scampo e decide di sistemare alcune faccende di famiglia che erano rimaste in sospeso; infatti è in possesso del testamento con il quale Antonio divideva le sue ricchezze tra la famiglia Morandi e quella Gonzales, che pertanto decide di riunire affinché possa essere data la lettura del documento. Il giorno della lettura del testamento Micaela grida dinanzi ai presenti di non avere alcun diritto ad entrare in possesso dell'eredità poiché non era figlia ad Antonio, bensì ad Ermanno e fa cenno di andarsene. Sebastiano, che ascolta quell'importante rivelazione, scopre che la ragazza non era sua sorella come le circostante avevano fatto credere; pertanto la segue e infine la raggiunge nel suo appartamento. I due confessano di amarsi come al primo giorno e finalmente si riconciliano.
Il giorno seguente le famiglie Morandi e Gonzales si riuniscono per celebrare la loro unione che avrebbe messo fine ad ogni dissapore tra di esse, mentre Micaela e Sebastiano annunciano di volersi sposare. Benito, dopo aver compiuto quell'ultima missione, pur di sfuggire all'arresto, si toglie la vita con del te avvelenato, mentre Micaela e Sebastiano si trasferiscono in Italia, dove si sarebbe celebrato il loro matrimonio.

## Sigla
La telenovela ebbe due sigle in Italia: prima la canzone Tu come me cantata da Lorella Cuccarini ed in seguito il brano Micaela cantato da Patrizia Rossetti, mentre in Spagna ed in Argentina le sigle della telenovela furono Micaela cantata da Katia (versione spagnola dell'omonima canzone della Rossetti, utilizzata come sigla d'apertura) e Tu como yo cantata da Lorella Cuccarini (versione spagnola del brano Tu come me, utilizzata come sigla di chiusura).

## Distribuzione in Italia
Micaela è stata trasmessa in prima visione, in Italia, da Rete 4 tra il 1993 ed il 1994. In seguito è stata replicata negli anni successivi da varie televisioni locali, nel 2005 è stata riproposta anche su Telenorba, nel 2008 su FacileTV, nel 2009 dall'emittente satellitare Lady Channel ed infine nel 2013 da Vero Capri.